# Las Condes
Las Condes este un oraș cu 249.893 locuitori (2002) din regiunea Metropolitană Santiago, Chile.